# 中百舌鳥村
中百舌鳥村（なかもずむら）は、かつて大阪府にあった村である。現在の堺市北区の一部になるが、百舌鳥夕雲町と東上野芝町1丁は堺区、上野芝町は西区になる。中百舌鳥駅などに名が残っている。

## 歴史
- 1889年（明治22年）4月1日：大鳥郡金口村、東村[1]、梅村、夕雲開[2]が合併して、大鳥郡中百舌鳥村が発足。大字梅に村役場を設置。
- 1896年（明治29年）4月1日：泉北郡が成立。
- 1919年（大正8年）4月1日：泉北郡西百舌鳥村と合併して、泉北郡百舌鳥村となる。